# Yaya Touré
Gnégnéri Yaya Touré, född 13 maj 1983 i Bouaké, är en ivoriansk före detta fotbollsspelare och sedermera tränare. Yaya Touré har en äldre bror vid namn Kolo Touré som också spelade för bland annat  Manchester City.

## Karriär
1996 började Touré sin första fotbollsresa genom ASEC Mimosas d'Abidjan yngre academy. Efter två år i KSK Beveren (Belgien) och ytterligare två i FC Metalurh Donetsk (Ukraina), flyttade han 2005 till Olympiakos och Grekland. Hans spelstil liknar oftast Patrick Vieiras och blir kallad av sin bror Kolo för den "nya Patrick Vieira".[källa behövs]
2005 utsågs han av Eurosport till en av de mest lovande spelarna i världen (Javier Mascherano och Sergio Agüero var också med på listan).
Yaya Touré skrev år 2007 på ett fyraårskontrakt med FC Barcelona. FC Barcelona köpte honom från AS Monaco för cirka 9 miljoner euro.
I juli 2010 skrev Touré på ett femårskontrakt med Manchester City. Media uppgav att Manchester City betalat 24 miljoner pund för övergången. Yaya Touré avgjorde FA-cupfinalen. Han avgjorde också semifinalen mot Manchester United. Touré har även tillsammans med sin bror Kolo Touré fått en läktarsång uppkallad efter sig.
Den 3 juli 2019 värvades Touré av kinesiska Qingdao Huanghai.

## Meriter

### FC Barcelona
- La Liga: 2008/2009, 2009/2010
- Uefa Champions League: 2008/2009
- Copa del Rey: 2008/2009
- Supercopa de España: 2008/2009, 2009/2010
- Världsmästerskapet i fotboll för klubblag: 2009
- Uefa Super Cup: 2009

### Manchester City
- Premier League 2011/2012, 2013/2014, 2017/2018
- FA-cupen 2010/2011
- Engelska Ligacupen 2013/2014, 2015/2016, 2017/2018
- Community Shield 2012